# 格倫巴爾 (亞利桑那州)
格倫巴爾（英語：Glenbar）是位於美國亞利桑那州葛蘭姆縣的一個非建制地區。該地的面積和人口皆未知。

## 地理
格倫巴爾的座標為32°55′00″N 109°51′29″W / 32.91667°N 109.85806°W，而該地的平均海拔高度為854米（即2802英尺）。